# Толубеев, Никита Павлович
Ники́та Па́влович Толубе́ев (11 ноября 1922, Екатеринослав, Екатеринославский уезд, Екатеринославская губерния, Украинская ССР — 1 июня 2013, Москва, Россия) — советский партийный и государственный деятель, дипломат. Чрезвычайный и полномочный посол.

## Биография
Родился 11 ноября 1922 в Екатеринославе.
Член ВКП(б) с 1947 года. В 1951 году окончил Днепродзержинский вечерний металлургический институт имени М. И. Арсеничева и в 1968 году — Высшую дипломатическую школу МИД СССР.
- В 1941—1945 годах — служба в РККА.
- В 1946—1954 годах — работал на Днепропетровском металлургическом заводе имени Ф. Э. Дзержинского.
- В 1959—1961 годах — второй секретарь Днепропетровского областного комитета КП Украины.
- С мая 1961 по январь 1963 года — первый секретарь Днепропетровского областного комитета КП Украины.
- В 1961—1966 годах — член ЦК КПСС.
- С января по июль 1963 года — первый секретарь Днепропетровского промышленного областного комитета КП Украины.
- С июля 1963 по декабрь 1964 года — второй секретарь Днепропетровского промышленного областного комитета КП Украины.
- В 1964—1965 годах — второй секретарь Днепропетровского областного комитета КП Украины.
- В 1965—1968 годах — слушатель Высшей дипломатической школы МИД СССР.
- С 20 апреля 1968 по 4 декабря 1970 года — чрезвычайный и полномочный посол СССР на Кипре.
- С 4 декабря 1970 по 4 апреля 1979 года — чрезвычайный и полномочный посол СССР на Кубе.
- В 1971—1986 годах — член ЦК КПСС, делегат XXIV, XXV и XXVI съездов КПСС.
- С 8 мая 1979 по 10 июля 1983 года — чрезвычайный и полномочный посол СССР в Болгарии.
- В 1983—1990 годах — заместитель председателя Государственного комитета СССР по внешним экономическим связям.

Умер 1 июня 2013 года в Москве. Похоронен на Троекуровском кладбище.